# ユーリ・アウベルト・モンテイロ・ダ・シウヴァ
ユーリ・アウベルト（Yuri Alberto）ことユーリ・アウベルト・モンテイロ・ダ・シウヴァ（ポルトガル語: Yuri Alberto Monteiro da Silva、2001年3月18日 - ）は、ブラジル・サンパウロ州サン・ジョゼ・ドス・カンポス出身のサッカー選手。SCコリンチャンス・パウリスタ所属。ポジションはFW。

## クラブ歴
2013年、12歳でサントスFCの下部組織に入団。2017年7月28日に3年のプロ契約を締結。同年11月1日にエラーノ・ブルメル監督代理によってトップチームに昇格した。同月にカンピオナート・ブラジレイロ・セリエAでレナトと交代で出場しプロ初出場。2018年3月7日のカンピオナート・パウリスタで初得点、16歳11ヶ月20日での得点はクラブ史上6位の若さとなった。
2020年7月16日、SCインテルナシオナルへ5年契約で移籍することが発表された。
2022年1月30日、FCゼニト・サンクトペテルブルクに移籍した。契約期間は5年間。

## 代表歴
2017年2月16日にU-17代表の2017 南米U-17選手権のメンバーに選抜された。その後モンテギュー国際大会、2017 FIFA U-17ワールドカップにも出場した。

## タイトル

### 代表
ブラジルU-17
- 南米U-17選手権 : 2017